# 迪格龍登峰
61°57′12″N 9°49′53″E / 61.95333°N 9.83139°E

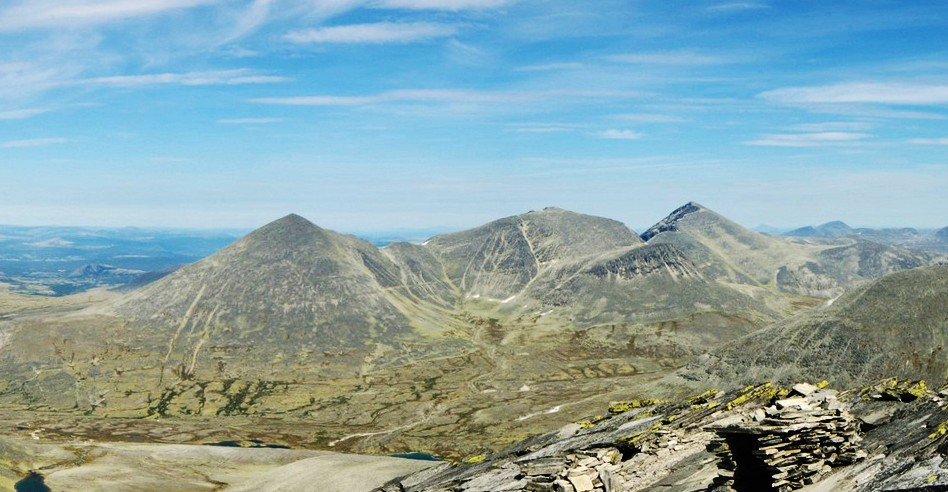

迪格龍登峰是挪威的山峰，位於該國東南部內陸郡，處於多夫勒，距離首都奧斯陸230公里，屬於龍達訥山脈的一部分，海拔高度2,015米，鄰近地區屬丘陵地勢。